# 箱館通宝

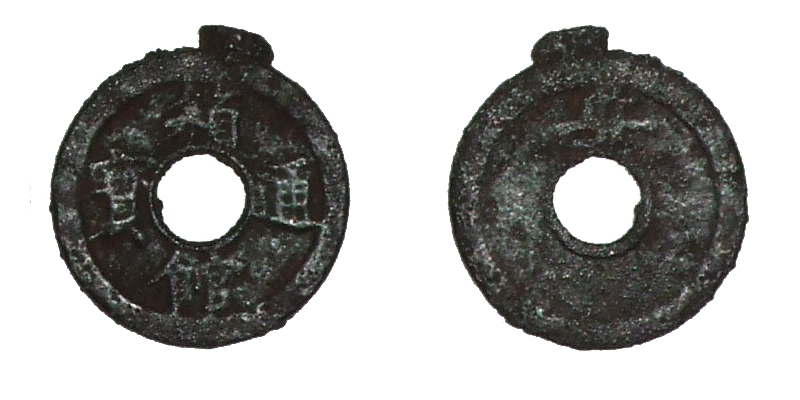
箱館通宝

箱館通宝（箱館通寳、はこだてつうほう）は、江戸時代末期（幕末）に鋳造された鉄銭。安政3年（1856年）11月に蝦夷地内に限り通用するという条件で江戸幕府の箱館奉行が発行した、地方貨幣の一種である。

## 概要
箱館通宝は円形、円孔で量目は0.8 - 1.0匁（3.0 - 3.7グラム）前後の一文鉄銭であり、江戸時代の銭貨としては異例の形状であった。表面には「箱館通寳」、裏面には安政を意味する「安」の文字が鋳出されている。
通用銭は鉄銭であるが、鋳型原型の母銭は銅製であり、また母銭の中には八角穿の試鋳貨幣が存在し稀少である。

## 略史

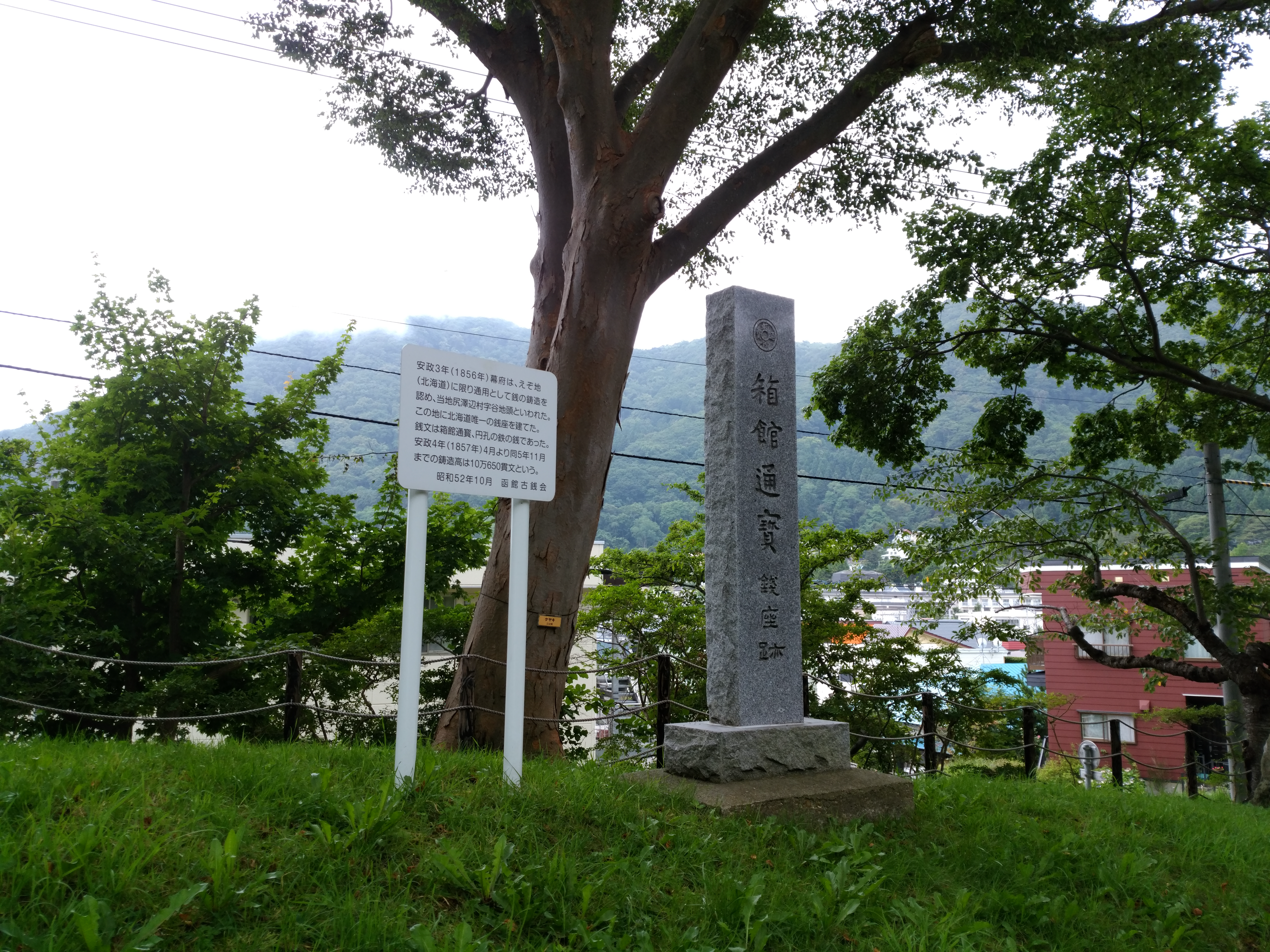
箱館通宝銭座跡 函館公園内

蝦夷地は長い間、松前藩領であったが、文化4年（1807年）、海防の強化のため幕領となった。これ以後、幕府発行の寛永通宝鉄銭が広く使用されるようになり、アイヌとの交易が盛んとなった。しかし文政4年（1821年）、蝦夷地が幕領から松前藩領に復帰して鉄銭の使用が禁止されると、アイヌとの物々交換交易において不正な取引が増加したため、アイヌ側から銭貨の使用を求める要望が強まった。その後、日米和親条約締結により箱館港が安政元年（1854年）に開港されることになり、翌年の安政2年（1855年）に蝦夷地は再び幕領となって箱館奉行が置かれ、交易の便宜のため、鉄銭の鋳造を幕府に上申し安政4年（1857年）閏5月に許可されることになった。
盛岡藩から箱館奉行所に出向した鋳銭職人が尻沢部村（現在の函館市住吉町付近）字谷地頭の銭座で鋳造にあたり、鋳造量は、安政5年11月までに100,650貫文（100,650,000枚）に上った。その通用を図るため、箱館、福山、江差に両替商を置き、金一両につき150文の手数料を両替商に与えて一両＝6.800文の相場で銭を売り出させることとした。
箱館通宝は当初は歓迎されて盛んに流通したが、後に天保通宝および文久永宝などの銅銭が流入するようになると、鉄銭は敬遠されるようになり、次第に用いられなくなった。